# Хайнрих Нотафт цу Вернберг
Хайнрих Нотхафт цу Вернберг (на немски: Heinrich Nothafft zu Wernberg; † сл. 1491) е благородник от древната баварска фамилия Нотхафт цу Вернберг (замък над Вернберг-Кьоблиц).

## Произход
Фамилията произлиза от фризийския княз Радиполд, който с войската на Карл Велики тръгва срещу Бохемия и така идва в Нордгау (Бавария). Той е син на Албрехт XV Нотхафт цу Вернберг († 1468, Каринтия) и третата му съпруга Маргарета фон Абенсберг († 1465), дъщеря на Йобст фон Абенсберг († 1428) и Агнес фон Шаунберг († 1412). Внук е на рицар Хайнрих V Нотхафт цу Вернберг († 1440) и Агнес фон Гумпенберг († 1421). Брат е на Албрехт Нотхафт († 1508), Георг Нотафт цу Вернберг († 1481), Катарина, Амалия и Агнес Нотхафт († 1520).

## Фамилия
Първи брак: с Цецилия Зенгерин фон Шнееберг. Те имат 6 деца:
- Хайнрих Нотхафт († 1533), женен за Регина фон Фраунберг († сл. 1563)
- Кунигундт Нотхафт († Регенсбург)
- Фаелицитас Нотхафт, омъжена за Фридрих фон Литвах
- Маргарета Нотхафт цу Вернберг, омъжена за Каспар фон Айб (25 юли 1462 – 7 юли 1513)
- Анна Нотхафт, омъжена I. за Ханс фон Паулсторф, II. за Вилхелм фон Хаунсперг
- Урсула Нотхафт, омъжена за Каспар фон Епс

Втори брак: Хна 15 май 1448 г. с Анна фон Хиршхорн, внучка на Ханс V фон Хиршхорн († 1426), дъщеря на Ханс VI фон Хиршхорн († 1445). Бракът е бездетен.
Трети брак: с Маргарета Пфлугин фон Рабенщайн. Бракът е бездетен.
Четвърти брак: с Гутта фон Гуетенщайн. Бракът е бездетен.